# عظمت‌الله عمرزی
عظمت‌الله عمرزی (متولد ۲۴ مارس ۲۰۰۰) یک بازیکن کریکت افغان از ناحیه نورگل استان کنر در شرق افغانستان است. عظمت‌الله از ۱۴ سالگی بازی کریکت را آغاز کرد.
او اولین بازی بین‌المللی خویش را برای تیم کرکت افغانستان در ژانویه ۲۰۲۱ انجام داد. وی در جام جهانی کریکت ۲۰۲۳ عضو تیم افغانستان بود.

## حرفه
عمرزی در مسابقات یک روزه منطقه‌ای غازی امان‌الله خان در سال ۲۰۱۷، به مورخهٔ ۱۰ اوت ۲۰۱۷ اولین بازی خود را در لیست A برای منطقه میس عینک انجام داد سپس اولین بازی درجه یک خود را برای منطقه سپین غار در مسابقات ۴ روزه احمد شاه ابدالی ۲۰۱۸ در ۲۵ مارس ۲۰۱۸ انجام داد.
عمرزی در سپتامبر ۲۰۱۸ در اولین دوره مسابقات لیگ برتر افغانستان در ترکیب تیم پکتیا قرار گرفت. او اولین بازی بیست آوره خود را برای پکتیا پانترز در لیگ برتر ۲۰۱۸–۲۰۱۹ افغانستان، در ۷ اکتبر ۲۰۱۸ انجام داد. در سپتامبر ۲۰۲۰، او برنده مشترک جایزه بازیکن برتر مسابقات لیگ کریکت Shpageeza 2020 بود.

## در تیم ملی
در دسامبر ۲۰۱۷، او در لیست تیم ملی افغانستان برای جام جهانی کریکت زیر ۱۹ سال ۲۰۱۸ جای گرفت. او بخشی از تیم زیر ۲۳ سال افغانستان در جام تیم‌های نوظهور ACC 2018 آسیا بود. در نوامبر ۲۰۱۹، او در تیم افغانستان برای جام تیم‌های نوظهور ACC 2019 آسیا در بنگلادش جای گرفت. در فوریه ۲۰۲۰، او در تیم بیست ۲۰ اینترنشنال افغانستان (T20I) برای بازی در برابر ایرلند حضور یافت. در ژانویه ۲۰۲۱، او در تیم بین‌المللی یک روزه افغانستان (ODI) در برابر ایرلند حاضر شد. او اولین بازی ODI خود را برای افغانستان، مقابل ایرلند را، در ۲۱ ژانویه ۲۰۲۱ انجام داد.
در مارس ۲۰۲۱، کریکت بورد افغانستان تأیید کرد که او در انتظار انتخاب برای مسابقات T20I مقابل زیمبابوه است ولی باید به حل مشکلات ویزا بپردازد. در فوریه ۲۰۲۲، او در تیم T20I افغانستان برای بازی با بنگلادش لیست شد. عمرزی اولین بازی خود در T20I را در ۳ مارس ۲۰۲۲ برای افغانستان مقابل بنگلادش انجام داد.
در ماه می ۲۰۲۴، او در تیم افغانستان در مسابقات جام جهانی T20 مردان ICC 2024 حضور داشت.